# Franco Anselmi (terrorista)
Franco Anselmi (Bologna, 1º marzo 1956 – Roma, 6 marzo 1978) è stato un terrorista italiano, esponente dell’organizzazione terroristica neofascista Nuclei Armati Rivoluzionari.
Soprannominato Il cieco di Urbino (per la pessima mira), dopo una breve militanza politica nel Movimento Sociale Italiano, intorno alla metà degli anni settanta, decise di abbracciare la lotta armata fondando i NAR, gruppo eversivo in cui militò fino alla sua morte, avvenuta a Roma, il 6 marzo del 1978, durante una rapina all'armeria Centofanti.

## Biografia
Il più piccolo di tre figli, Franco Anselmi si trasferisce con la famiglia da Firenze a Roma dove inizia ad esprimere le sue simpatie per gli ambienti legati alla destra, fin dai tempi del liceo, il Keplero XI liceo scientifico.
Nel 1972, durante il quarto anno di scuola, subisce un'aggressione da parte di un gruppo di militanti di sinistra e, a causa dei colpi ricevuti, finisce in coma per tre mesi procurandosi un grave abbassamento della vista. Per recuperare i due anni scolastici persi a causa dell'incidente, si iscrive all'Istituto Paritario Monsignor Egisto Tozzi, nella zona di Monteverde dove, nel 1975 fa la conoscenza di altri giovani militanti neofascisti: Valerio Fioravanti, Massimo Carminati e Alessandro Alibrandi.
(Valerio Fioravanti da A mano armata di Giovanni Bianconi)

### La militanza politica
Anselmi inizia la sua militanza politica nel Fronte della Gioventù, frequentando la sezione del Movimento Sociale Italiano del quartiere romano di Portuense.
Il 28 febbraio del 1975 partecipa a Roma, in piazza Risorgimento alle manifestazioni di protesta organizzate dal partito in occasione del processo per la strage di Primavalle, il rogo in seguito al quale persero la vita due giovani di 8 e 22 anni, figli di Mario Mattei, segretario della locale sezione dell'MSI. Le manifestazioni degenerarono presto in scontri con gli autonomi di sinistra, provocando la morte di un militante del Fuan, lo studente greco Miki Mantakas, ucciso davanti alla sezione del MSI di via Ottaviano a Roma, da due autonomi: Fabrizio Panzieri ed Alvaro Lojacono.
Anselmi, che durante l'agguato in cui perse la vita Mantakas si trovava proprio nei pressi della sezione missina, da quella mattina non si separerà mai più dal suo passamontagna, intriso del sangue dello studente greco e che, il 7 gennaio del 1978, alla manifestazione immediatamente successiva alla strage di Acca Larentia, venne bagnato anche con il sangue di Franco Bigonzetti, morto nell'agguato.
Il 28 maggio del 1976, partecipa ad un comizio del deputato missino Sandro Saccucci nella città di Sezze, in provincia di Latina, in occasione delle elezioni politiche. Non appena Saccucci accenna a parlare viene ricoperto da fischi e insulti e così, quando il gruppo di sostenitori del politico si allontanano, per sfuggire alla contestazione antifascista, i suoi guardaspalle sparano dalle auto e uccidono un giovane militante comunista, Luigi Di Rosa, 21 anni, iscritto alla Fgci.

### La lotta armata con i NAR
Intorno alla metà del 1977, Anselmi prende parte alla creazione del gruppo eversivo Nuclei Armati Rivoluzionari, assieme ad un alcuni militanti gravitanti attorno alla sede del Movimento Sociale Italiano di Monteverde: Valerio e Cristiano Fioravanti, Alessandro Alibrandi e Francesca Mambro.
Le prime azioni del gruppo furono due attentati contro altrettante redazioni di quotidiani romani: il 30 dicembre del 1977 attaccano, a colpi di molotov, l'entrata de Il Messaggero in via dei Serviti mentre, il 4 gennaio 1978, entrano nella redazione del Corriere della Sera minacciando gli impiegati e lanciando tre molotov, una delle quali, tirata da Anselmi, colpisce il portiere dello stabile che ne rimase gravemente ustionato.
Il 28 febbraio 1978, in occasione del terzo anniversario della morte di Mantakas, Anselmi partecipa, assieme con i fratelli Fioravanti ed altri terroristi, all'omicidio del militante di Lotta Continua Roberto Scialabba avvenuto in piazzale Don Bosco. Cristiano Fioravanti riferì in seguito che Anselmi scaricò tutto il suo caricatore nell'azione, senza però colpire nessuno. L'omicidio di Scialabba, considerato come la prima azione violenta del gruppo, resterà un caso insoluto per molti anni, fino alla confessione del pentito Cristiano Fioravanti che, nel 1982, consentirà di attribuirne le responsabilità agli stessi NAR.

### La morte

Il cadavere di Franco Anselmi

Il 6 marzo 1978 Anselmi partecipò con Alibrandi, i fratelli Fioravanti e Francesco Bianco (alla guida dell'auto) ad una rapina ai danni dell'armeria romana dei fratelli Centofanti, la più grande della città, sita nella zona di Monteverde. Subito dopo l'azione, mentre gli altri complici fuggivano, Anselmi si attardò all'interno dell'armeria nel tentativo di dissimulare il furto come opera di tossicodipendenti. Ne nacque un conflitto a fuoco durante il quale Anselmi venne colpito alla schiena dal proprietario Daniele Centofanti, morendo sul colpo nell'atrio dell'armeria.
L'8 marzo i NAR fecero ritrovare ad un giornalista dell'ANSA un volantino in “onore e gloria” del camerata Anselmi: "Ha concluso nell'unica maniera possibile una vita dedicata all'anticomunismo militante. Si distingueva per la sua lealtà, per il suo coraggio, per la sua generosità. Condanniamo Danilo Centofanti alla pena di morte per aver colpito alle spalle Franco. Onore al camerata Franco Anselmi. Siamo pronti a seguirti. Tremino i codardi, i corrotti, le spie."
La sua morte ne fece una sorta di eroe-martire per il resto dei NAR che, in futuro, celebreranno la sua perdita con altre azioni e rapine ad armerie.
Nella notte tra il 17 ed il 18 maggio 1978, Massimo Carminati e Claudio Bracci fecero esplodere contro la stessa armeria una latta contenente circa un chilogrammo di esplosivo. Il 15 marzo 1979 Anselmi venne commemorato con una rapina ai danni dell'armeria "Omnia Sport", sita nel centro di Roma. Il 21 ottobre 1981 i NAR uccisero il capitano della DIGOS Francesco Straullu e la guardia scelta Ciriaco Di Roma, firmando l'azione con la sigla Nuclei Armati Rivoluzionari - Gruppo di fuoco Franco Anselmi.